# Пушки Акимбо
«Пушки Акимбо» (англ. Guns Akimbo) — комедийный боевик режиссёра Джейсона Ли Хаудена. В главных ролях — Дэниел Рэдклифф и Самара Уивинг. Мировая премьера состоялась на Международном кинофестивале в Торонто 9 сентября 2019 года.

## Сюжет
События картины происходят в альтернативном будущем. Заурядный офисный работник, программист Майлз Ли Харрис от нечего делать заходит на форум подпольной игры «Скизм», критикует её и попадает в поле зрения её организаторов. В игре происходят смертельные поединки между противниками в городской среде. Аудитория следит за схваткой при помощи специальных приложений и дронов. В квартиру Майлза врывается хозяин игры, криминальный авторитет Риктор, и угрозами принуждает вступить в «Скизм». Майлз приходит в себя после дозы наркотиков с двумя пистолетами, прикрученными к рукам, и узнаёт, что стал целью охотника из игры по кличке Никс.
Майлз бежит из дома в одном халате и тапочках. Он безуспешно пытается просить помощи у полицейских. Затем обращается за поддержкой к своей бывшей девушке Нове, но она также скрывается от него. На Майлза выходят полицейские Дигрейвс и Стэнтон. Они давно охотятся за Никс и решают использовать Майлза как приманку. Риктор сообщает, что он захватил в плен Нову и у Майлза всего 30 минут на убийство Никс. Майлз избавляется от приложения слежения, тайно загруженного в его смартфон. Парень неожиданно успешно противостоит опытной охотнице и приобретает массу поклонников в игре и кличку «Пушки Акимбо». Вскоре Майлз понимает, что единственный путь к спасению — вступить в сговор с Никс и вместе выступить против хозяина «Скизма».

## В ролях
| Актёр              | Роль          |
| ------------------ | ------------- |
| Дэниел Рэдклифф    | Майлз         |
| Наташа Лю Бордиццо | Нова          |
| Самара Уивинг      | Никс          |
| Грант Боулер       | Дигрейвс      |
| Марк Роули         | Дэйн          |
| Колин Мой          | Клайв         |
| Нед Деннехи        | Риктор        |
| Ханако Футман      | Руби          |
| Сет Сьостранд      | Fuckface      |
| Дж. Дэвид Хинц     | Ведущий CNN   |
| Джек Риддифорд     | Шадуэлл       |
| Рис Дарби          | Бездомный     |
| Томас Сэйнсбери    | Поющий парень |

## Прокат
В России фильм вышел в прокат 27 февраля 2020 года, в Исландии, США и Эстонии — 27 февраля 2020 года, в Венгрии, Новой Зеландии и Португалии — 5 марта 2020 года, в Сингапуре — 19 марта 2020 года.

## Отзывы
Фильм получил смешанные отзывы кинокритиков. На Rotten Tomatoes рейтинг картины составляет 53 % на основе 40 рецензий.